# Björn Åberg
Björn Olof Conny Åberg (ur. 15 kwietnia 1968 w Östersund) – szwedzki narciarz, specjalista narciarstwa dowolnego. Najlepszy wynik na mistrzostwach świata osiągnął podczas mistrzostw w Lake Placid, gdzie zajął 7. miejsce w jeździe po muldach. Zajął także 16. miejsce w tej samej konkurencji na igrzyskach olimpijskich w Albertville. Najlepsze wyniki w Pucharze Świata osiągnął w sezonie 1994/1995, kiedy to zajął 40. miejsce w klasyfikacji generalnej.
W 1995 r. zakończył karierę.

## Sukcesy

### Igrzyska olimpijskie
| Miejsce | Dzień     | Rok  | Miejscowość | Konkurencja      | Zwycięzca       |
| ------- | --------- | ---- | ----------- | ---------------- | --------------- |
| 16.     | 13 lutego | 1992 | Albertville | Jazda po muldach | Edgar Grospiron |

### Mistrzostwa Świata
| Miejsce | Dzień     | Rok  | Miejscowość | Konkurencja      | Zwycięzca       |
| ------- | --------- | ---- | ----------- | ---------------- | --------------- |
| 7.      | 14 lutego | 1991 | Lake Placid | Jazda po muldach | Edgar Grospiron |
| 16.     | 18 lutego | 1995 | La Clusaz   | Jazda po muldach | Edgar Grospiron |

### Puchar Świata

#### Miejsca w klasyfikacji generalnej
- 1990/1991 – 72.
- 1991/1992 – 92.
- 1992/1993 – 103.
- 1993/1994 – 58.
- 1994/1995 – 40.

#### Miejsca na podium
1. Kirchberg – 6 marca 1994 (Jazda po muldach) – 3. miejsce